# Янус зелёный
Я́нус зелёный (2-диэтиламино-3,6-диметил-9-фенилфеназоний-7-азо-4′-диметиланилин хлористый) — органическое соединение, краситель, относящийся к диазотированным сафранинам и имеющий химическую формулу C32H35N6Cl. Тёмно-зелёный порошок, дающий синий водный раствор. Применяется в микроскопии для прижизненного окрашивания, в аналитической химии — как реактив на олово и как окислительно-восстановительный индикатор.
Синонимы: янус зелёный B, диэтилсафранин-7-азо-4′-диметиланилин хлористый, union green B, C.I. 11050.

## Свойства
Кристаллы с цветом от тёмно-зелёного до коричневого. Молярная масса 539,12 г/моль. Растворим в воде, при этом образует раствор синего цвета, плохо растворим в этиловом спирте.

### Аналитическое определение
Даёт оливково-зелёное окрашивание в концентрированной серной кислоте.
Водный раствор при добавлении соляной кислоты даёт синий осадок, при прибавлении щёлочей — чёрный.

## Применение
В микроскопии в основном применяется для прижизненного окрашивания митохондрий, также используется для окрашивания крови и лейкоцитов в частности, простейших и грибков. Находит применение и в флуоресцентной микроскопии.
В аналитической химии используется для определения олова, как окислительно-восстановительный индикатор с уровнем перехода от синего окрашивания к бесцветному с потенциалом E1/2 = −0,23 В при pH 7.0.